# 38967 Roberthaas
38967 Roberthaas è un asteroide della fascia principale. Scoperto nel 2000, presenta un'orbita caratterizzata da un semiasse maggiore pari a 2,609022 UA e da un'eccentricità di 0,069456, inclinata di 4,306812° rispetto all'eclittica. Ha un diametro di 3,600 km e un periodo di rotazione di 272,346 ore.